# قائمة الملوك الروس
تضم القائمة التالية كافة حكام روسيا على مدار التاريخ؛ متضمنة كل من حملوا ألقاب أمير نوفغورود (بالروسية: Князь новгородский؛ نح: كنێاز نوڤگورودسكي)، وأمير كێڤ االمعظّم (بالروسية: Великий князь Киевский؛ نح: ڤيليكيێ نێاز كێڤسكي)، وأمير ڤلاديمرْ المعظّم، وقيصر كل الروس وإمبراطور عموم روسيا (بالروسية: Император Всероссийский؛ نح: إمپيراتور ڤسيروسيسكي)، بداية من الأمير روريك، أمير نوڤگورود، الذي جعل منه التاريخ الروسي شخصية شبه أسطورية أواسط القرن التاسع الميلادي، نهاية بالإمبراطور نيكولاي الثاني، الذي أطاح به البلاشفة في أعقاب ثورة أكتوبر عام 1917.
عُرفت الأراضي الشاسعة المعروفة باسم روسيا اليوم بالعديد من الأسماء خلال العصور الغابرة، منها؛ رُسْ (بالروسية: Русь؛ نح: رُسْ) ورُسْ كێڤ (بالروسية: Киевская Русь؛ نح: كێڤسكيا رُسْ) بالإضافة إلى دوقية موسكو الكبرى، وروسيا القيصرية، والإمبراطورية الروسية، كما استخدم حكام هذه الممالك العديد من الألقاب للإشارة إليهم على مدار التاريخ، ولعل أول تلك الألقاب كانا لقبي نێاز (بالروسية: Князь)، وڤيليكيێ نێاز (بالروسية: Великий князь)، ويعنيان الأمير والأمير الأكبر على الترتيب، وإن تم الاستعاضة عن المُسميات الروسية وإطلاق ألقاب الدوق والدوق الأكبر على حكام هذه المناطق خاصة من جانب الغرب، ثم لقب تزار (بالروسية: Царь)، وتعني القيصر بالروسية، وهو لقب مساو للقب الملك أو الإمبراطور، حتى أعتُمد لقب الإمبراطور (بالروسية: Император) لقبًا رسميًا لحاكم البلاد، في القوت الذي حددت فيه المادة 59 من الدستور الروسي لعام 1906 اللقب الكامل لحاكم البلاد كالتالي:
| قائمة الملوك الروس | إمبراطور وأوتوقراط جميع الروس، وموسكو، وكێڤ، وڤلاديمير ونوڤگورود، تزار كازان، تزار أستراخان، تزار پولندا، تزار سيبيريا، تزار خيرسونيس، تزار ژورژيا، رب پسكوڤ، ودوق سمولينسك، وليتوانيا، وڤولينيا، وپودوليا وفنلندا الأكبر، وأمير إستلاند، وليڤونيا، وكورلاند، وزيمگال، وژٸوماێتيا، وبياوستوك، وكاريليا، وتڤير، ويوگرا، وپيرم، وڤياتكا، وبلغاريا، والمقاطعات الأخرى؛ رب ودوق سوزدال نيژني نوڤگورود، عاهل چرنيگوڤ، وريازان، وپولوتسك، وروستوڤ، وياروسلاڤل، وبيلٷزيرو، وأودوريا، وأوبدوريا، وكونديا، وڤيتْبسك، ومستسيسلاڤل، وعموم المقاطعات الشمالية؛ عاهل أيڤيريا، وكارتالينێا، وأراضي القبرديون، ومقاطعات أرمينيا - وريث ورب وحاكم شركيسيا، وأمراء الجبال، والأخرين؛ رب تركستان، ووريث النرويج، ودوق شليسڤيگ هولشتاين، وشتورمارن، وديثمارشن، وأولدنبورگ، وهلم جرا، وهلم جرا، وهلم جرا. | قائمة الملوك الروس |

من جانبهم، تولى رأس الكنيسة الروسية الأرثوذكسية من بطاركة موسكو مقاليد الحكم من آن لأخر، خاصة طوال فترات الإضمحلال السياسي التي عصفت بالبلاد؛ مثلما كان الحال طوال ثلاثة عشر عام أثناء الإحتلال الپولندي الممتد من عام 1605 وحتى عام 1618، وهي الفترة التي تخللها ما عُرف باسم زمن المحن، فيما بين عامي 1610 و1613.

## أمراءنوڤگورود
| العاهل            | صورة شخصية | الميلاد - الوفاة                      | علاقته بسلفه (أو أسلافه)                             | حكم من | حكم إلى |
| ----------------- | ---------- | ------------------------------------- | ---------------------------------------------------- | ------ | ------- |
| رٷريك             |            | توفي عام 879؛ تاريخ الميلاد غير معلوم | المؤسس                                               | 862    | 879     |
| أوليگ (وصي العرش) |            | توفي عام 912؛ تاريخ الميلاد غير معلوم | أحد أقرباء رٷريك ووصي على عرش الأمير إيگور ابن رٷريك | 879    | 882     |

## أمراءكێڤالمعظّمين
| العاهل                             | صورة شخصية | الميلاد - الوفاة                                                                                     | علاقته بسلفه (أو أسلافه)                                                        | حكم من                                  | حكم إلى        |
| ---------------------------------- | ---------- | --- | ------------------------------------------------------------------------------- | --------------------------------------- | -------------- |
| أسكولد ودير                        |            | لا تذكر المصادر أي معلومات عن تاريخ ميلاد أو وفاة أسكولد، في الوقت التي تُرجع تاريخ وفاة دير لعام 882 | لا توجد (لا ينتمون لأسرة رٷريك)                                                 | 842 أو 862                              | 882            |
| أوليگ (وصي العرش)                  |            | توفي عام 912؛ تاريخ الميلاد غير معلوم                                                                | أحد أقرباء رٷريك ووصي على عرش الأمير إيگور ابن رٷريك                            | 882                                     | 912            |
| إيگور الأول                        |            | توفي عام 945؛ تاريخ الميلاد غير معلوم                                                                | إبن رٷريك                                                                       | 879 (في نوڤگورود كوريث لعرش روريك)؛ 913 | 945            |
| الأميرة القديسة أولگا (وصية العرش) |            | توفيت عام 969؛ تاريخ الميلاد غير معلوم                                                               | زوجة إيگور الأول ووصية على عرش سڤياتوسلاڤ الأول                                 | 945                                     | 962            |
| سڤياتوسلاڤ الأول العظيم            |            | 942 حتى 972                                                                                          | إبن إيگور الأول والاميرة أولگا                                                  | 962–972                                 | ربيع 972       |
| ياروپولك الأول                     |            | 958 أو 960 حتى 980                                                                                   | إبن سڤياتوسلاڤ الأول                                                            | 972                                     | 980            |
| القديس ڤلاديمير الأول العظيم       |            | 958 حتى 1015                                                                                         | الإبن الأصغر لإيگور الأول والاميرة أولگا، وشقيق ياروپولك الأول                  | 11 يونيو 978                            | 15 يوليو 1015  |
| سڤياتوپولك الاول اللعين            |            | 980 حتى 1019                                                                                         | إبن ڤلاديمير الأول                                                              | 1015                                    | خريف 1016      |
| ياروسلاڤ الأول الحكيم              |            | 978 حتى 1054                                                                                         | الإبن الأصغر لڤلاديمير الأول، وشقيق سڤياتوپولك الاول                            | خريف 1016                               | صيف 1018       |
| سڤياتوپولك الاول اللعين            |            | 980 حتى 1019                                                                                         | إبن ڤلاديمير الأول                                                              | 14 أغسطس 1018                           | 1019           |
| ياروسلاڤ الأول الحكيم              |            | 978 حتى 1054                                                                                         | الإبن الأصغر لڤلاديمير الأول، وشقيق سڤياتوپولك الاول                            | 1019                                    | 19 فبراير 1054 |
| إزياسلاڤ الأول                     |            | 1024 حتى 1078                                                                                        | الإبن البكر لياروسلاڤ الأول                                                     | فبراير 1054                             | 15 سبتمبر 1068 |
| ڤزيسلاڤ                            |            | 1039 حتى 1101                                                                                        | الحفيد الأكبر لڤلاديمير الأول، اغتصب عرش رُسْ كێڤ                                 | 15 سبتمبر 1068                          | إبريل 1069     |
| إزياسلاڤ الأول                     |            | 1024 حتى 1078                                                                                        | الإبن البكر لياروسلاڤ الأول                                                     | 2 مايو 1069                             | مارس 1073      |
| سڤياتوسلاڤ الثاني                  |            | 1027 حتى 1076                                                                                        | ثالث أبناء ياروسلاڤ الأول                                                       | 22 مارس 1073                            | 27 ديسمبر 1076 |
| ڤسيڤولود الأول                     |            | 1030 حتى 1093                                                                                        | رابع أبناء ياروسلاڤ الأول                                                       | 1 يناير 1077                            | يوليو 1077     |
| إزياسلاڤ الأول                     |            | 1024 حتى 1078                                                                                        | الإبن البكر لياروسلاڤ الأول                                                     | 15 يوليو 1077                           | 3 أكتوبر 1078  |
| ڤسيڤولود الأول                     |            | 1030 حتى 1093                                                                                        | رابع أبناء ياروسلاڤ الأول                                                       | أكتوبر 1078                             | 13 إبريل 1093  |
| سڤياتوپولك الثاني                  |            | 1050 حتى 1113                                                                                        | إبن إزياسلاڤ الأول                                                              | 24 إبريل 1093                           | 16 إبريل 1113  |
| ڤلاديمير الثاني مونوماخ            |            | 1053 حتى 1125                                                                                        | إبن ڤسيڤولود الأول                                                              | 20 إبريل 1113                           | 19 مايو 1125   |
| مستيسلاڤ الأول العظيم              |            | 1076 حتى 1132                                                                                        | ڤلاديمير الثاني                                                                 | 20 مايو 1125                            | 15 إبريل 1132  |
| ياروپولك الثاني                    |            | 1082 حتى 1139                                                                                        | إبن ڤلاديمير الثاني، والشقيق الأصغر لمستيسلاڤ الأول                             | 17 إبريل 1132                           | 18 فبراير 1139 |
| ڤياچيسلاڤ الأول                    |            | 1083 حتى 2 فبراير 1154                                                                               | ڤلاديمير الثاني                                                                 | 22 فبراير 1139                          | 4 مارس 1139    |
| ڤسيڤولود الثاني                    |            | ?-1146                                                                                               | حفيد سڤياتوسلاڤ الثاني                                                          | 5 مارس 1139                             | 30 يوليو 1146  |
| إيگور الثاني                       |            | توفي في 19 سبتمبر 1146؛ تاريخ الميلاد غير معلوم                                                      | حفيد سڤياتوسلاڤ الثاني                                                          | أغسطس 1146                              | 13 أغسطس 1146  |
| ايزياسلاڤ الثاني الكامل            |            | 1097 حتى 1154                                                                                        | الإبن البكر لمستيسلاڤ الأول من كريستينا انگسدوتر                                | 13 أغسطس 1146                           | 23 أغسطس 1149  |
| يوري الأول اليد الطولى             |            | 1099 حتى 1157                                                                                        | الشقيق الأصغر لمستيسلاڤ الأول                                                   | 28 أغسطس 1149                           | صيف 1150       |
| ڤياچيسلاڤ الأول                    |            | 1083 حتى 2 فبراير 1154                                                                               | ڤلاديمير الثاني                                                                 | صيف 1150                                | صيف 1150       |
| ايزياسلاڤ الثاني الكامل            |            | 1097 حتى 1154                                                                                        | الإبن البكر لمستيسلاڤ الأول من كريستينا انگسدوتر                                | صيف 1150                                | صيف 1150       |
| يوري الأول اليد الطولى             |            | 1099 حتى 1157                                                                                        | الشقيق الأصغر لمستيسلاڤ الأول                                                   | 28 أغسطس 1150                           | شتاء 1151      |
| ايزياسلاڤ الثاني الكامل            |            | 1097 حتى 1154                                                                                        | الإبن البكر لمستيسلاڤ الأول من كريستينا انگسدوتر                                | شتاء 1151                               | 13 نوفمبر 1154 |
| ڤياچيسلاڤ الأول                    |            | 1083 حتى 2 فبراير 1154                                                                               | ڤلاديمير الثاني                                                                 | ربيع 1151                               | 6 فبراير 1154  |
| روستيسلاڤ الأول                    |            | 1110 حتى 1167                                                                                        | الإبن الثاني لمستيسلاڤ الأول من كريستينا انگسدوتر                               | 1154                                    | يناير 1155     |
| ايزياسلاڤ الثالث                   |            | توفي عام 1162؛ تاريخ الميلاد غير معلوم                                                               | حفيد سڤياتوسلاڤ الثاني                                                          | 1154                                    | 1155           |
| يوري الأول اليد الطولى             |            | 1099 حتى 1157                                                                                        | الشقيق الأصغر لمستيسلاڤ الأول                                                   | 20 مارس 1155                            | 15 مايو 1157   |
| ايزياسلاڤ الثالث                   |            | توفي عام 1162؛ تاريخ الميلاد غير معلوم                                                               | حفيد سڤياتوسلاڤ الثاني                                                          | 19 مايو 1157                            | ديسمبر 1158    |
| مستيسلاڤ الثاني                    |            | 1125 حتى 1170                                                                                        | إبن ايزياسلاڤ الثالث                                                            | 22 ديسمبر 1158                          | ربيع 1159      |
| روستيسلاڤ الأول                    |            | 1110 حتى 1167                                                                                        | الإبن الثاني لمستيسلاڤ الأول من كريستينا انگسدوتر                               | 12 إبريل 1159                           | 8 فبراير 1161  |
| ايزياسلاڤ الثالث                   |            | توفي عام 1162؛ تاريخ الميلاد غير معلوم                                                               | حفيد سڤياتوسلاڤ الثاني                                                          | 12 فبراير 1161                          | 6 مارس 1161    |
| روستيسلاڤ الأول                    |            | 1110 حتى 1167                                                                                        | الإبن الثاني لمستيسلاڤ الأول من كريستينا انگسدوتر                               | مارس 1161                               | 14 مارس 1167   |
| ڤلاديمير الثالث                    |            | 1132 حتى 1173                                                                                        | الإبن البكر لمستيسلاڤ الأول من لٷباڤا ديميترێڤنا، وأخ غير شقيق لروستيسلاڤ الأول | 1167                                    | 1167           |
| مستيسلاڤ الثاني                    |            | 1125 حتى 1170                                                                                        | إبن ايزياسلاڤ الثالث                                                            | 19 مايو 1167                            | 12 مارس 1169   |

في عام 1169، اجتاحت جيوش ڤلاديمير سوزدال أراضي رُسْ كێڤ واستولت على العاصمة، لينتقل مقر الحكم إلى ڤلاديمير.

## أمراءڤلاديميرالمعظّمين
| العاهل                       | صورة شخصية | الميلاد - الوفاة                           | علاقته بسلفه (أو أسلافه)                                                                                                | حكم من        | حكم إلى        |
| ---------------------------- | ---------- | ------------------------------------------ | --- | ------------- | -------------- |
| القديس اندريه الأول مُحب الرب |            | 1110 حتى 1174                              | إبن يوري الأول | 15 مايو 1157  | 29 يونيو 1174  |
| ميخائيل الأول                |            | توفي عام 1176؛ تاريخ الميلاد غير معلوم     | شقيق اندريه الأول | 1174          | سبتمبر 1174    |
| ياروپولك                     |            | توفي بعد عام 1196؛ تاريخ الميلاد غير معلوم | الحفيد الأكبر لڤلاديمير الثاني                                                                                          | 1174          | 15 يونيو 1175  |
| ميخائيل الأول                |            | توفي عام 1176؛ تاريخ الميلاد غير معلوم     | شقيق اندريه الأول | 15 يونيو 1175 | 20 يونيو 1176  |
| ڤسيڤولود الثالث العش الكبير  |            | 1154 حتى 1212                              | شقيق اندريه الأول وميخائيل الأول                                                                                        | يونيو 1176    | 15 إبريل 1212  |
| يوري الثاني                  |            | 1189 حتى 1238                              | إبن ڤسيڤولود الثالث | 1212          | 27 إبريل 1216  |
| قنسطنطين                     |            | 1186 حتى 1218                              | إبن ڤسيڤولود الثالث | ربيع 1216     | 2 فبراير 1218  |
| يوري الثاني                  |            | 1189 حتى 1238                              | إبن ڤسيڤولود الثالث | فبراير 1218   | 4 مارس 1238    |
| ياروسلاڤ الثاني              |            | 1191 حتى 1238                              | إبن ڤسيڤولود الثالث | 1238          | 30 سبتمبر 1246 |
| سڤياتوسلاڤ الثالث            |            | 1196 حتى 3 فبراير 1252                     | إبن ڤسيڤولود الثالث | 1246          | 1248           |
| ميخائيل الثاني الشجاع        |            | 1229 حتى 15 يناير 1248                     | الإبن الرابع لياروسلاڤ الثاني من فيدوسيا إيگوريڤنا                                                                      | 1248          | 15 يناير 1248  |
| سڤياتوسلاڤ الثالث            |            | 1196 حتى 3 فبراير 1252                     | إبن ڤسيڤولود الثالث | 1248          | 1249           |
| اندريه الثاني                |            | 1221 حتى 1264                              | الإبن الثالث لياروسلاڤ الثاني من فيدوسيا إيگوريڤنا                                                                      | ديسمبر 1249   | 24 يوليو 1252  |
| القديس ألكسندر الأول نيڤسكي  |            | 1220 حتى 1263                              | الإبن الثاني لياروسلاڤ الثاني من فيدوسيا إيگوريڤنا، ووريثه المباشر بعد وفاة شقيقه الأكبر، فيودور ياروسلاڤوڤيچ، عام 1233 | 1252          | 14 نوفمبر 1263 |
| ياروسلاڤ الثالث              |            | 1230 حتى 1272                              | الإبن الخامس لياروسلاڤ الثاني من فيدوسيا إيگوريڤنا                                                                      | 1264          | 1271           |
| ڤاسيلي                       |            | 1272 حتى 1276                              | الإبن الثامن لياروسلاڤ الثاني من فيدوسيا إيگوريڤنا                                                                      | 1272          | يناير 1277     |
| دميترؿ                       |            | 1250 حتى 1294                              | الإبن الثالث للقديس ألكسندر الأول نيڤسكي                                                                                | 1277          | 1281           |
| اندريه الثالث                |            | 1255 حتى 1304                              | الإبن الرابع للقديس ألكسندر الأول نيڤسكي                                                                                | 1281          | ديسمبر 1283    |
| دميترؿ                       |            | 1250 حتى 1294                              | الإبن الثالث للقديس ألكسندر الأول نيڤسكي                                                                                | ديسمبر 1283   | 1293           |
| اندريه الثالث                |            | 1255 حتى 1304                              | الإبن الرابع للقديس ألكسندر الأول نيڤسكي                                                                                | 1293          | 1304           |
| القديس ميخائيل الثالث        |            | 1271 حتى 1318                              | إبن ياروسلاڤ الثالث | خريف 1304     | 22 نوفمبر 1318 |
| يوري الثالث                  |            | 1281 حتى 1325                              | الحفيد الأكبر للقديس ألكسندر الأول نيڤسكي                                                                               | 1318          | 2 نوفمبر 1322  |
| دميتري الأول رهيب العيون     |            | 1299 حتى 1326                              | الإبن البكر للقديس ميخائيل الثالث                                                                                       | 1322          | 15 سبتمبر 1326 |
| ألكسندر الثاني               |            | 1281 حتى 1325                              | الإبن الثاني للقديس ميخائيل الثالث                                                                                      | 1326          | 1327           |
| ألكسندر الثالث               |            | توفي عام 1331؛ تاريخ الميلاد غير معلوم     | الحفيد الأكبر لاندريه الثاني                                                                                            | 1327          | 1328           |
| إيڤان الأول كاليتا           |            | 1288 حتى 1340                              | الحفيد الأكبر للقديس ألكسندر الأول نيڤسكي                                                                               | 1328          | 31 مارس 1340   |

بدءًا من عام 1328، أُطلق لقب الأمير المعظّم على حاكم موسكو وسائر البلاد.

## أمراءموسكوالمعظّمين
| العاهل                 | الشعار | صورة شخصية | الميلاد        | الزواج | حكم من           | حكم إلى        | الوفاة                       |
| ---------------------- | ------ | ---------- | -------------- | --- | ---------------- | -------------- | ---------------------------- |
| دانيێل                 |        |            | 1261           | غير معلوم | 1283             | 4 مارس 1303    | 4 مارس 1303، موسكو، روسيا    |
| يوري الثالث            |        |            | 1281           | غير معلوم | 4 مارس 1303      | 21 نوفمبر 1325 | 21 نوفمبر 1325، موسكو، روسيا |
| إيڤان الأول كاليتا     |        |            | 1288           | هيلينا 9 أطفال                                                                                                   | 21 نوفمبر 1325   | 31 مارس 1340   | 31 مارس 1340، موسكو، روسيا   |
| سيميون المتفاخر        |        |            | 7 نوفمبر 1316  | أنستاسيا أميرة ليتوانيا لم ينجب منها ٷفراكسيا أميرة سمولينسك لم ينجب منها ماريا أميرة تڤير 4 أطفال (ماتوا صغارًا) | 31 مارس 1340     | 27 إبريل 1353  | 27 إبريل 1353، موسكو، روسيا  |
| إيڤان الثاني الوسيم    |        |            | 30 مارس 1326   | فيدوسيا دميتريێڤنا أميرة بريانسك لم ينجب منها ألكسندرا إيڤانوڤنا ڤليامينوڤا 4 أطفال                              | 27 إبريل 1353    | 13 نوفمبر 1359 | 13 نوفمبر 1359، موسكو، روسيا |
| القديس دميتريێ دونسكوي |        |            | 12 أكتوبر 1350 | ٷدوكسيا أميرة موسكو 12 طفلًا                                                                                      | 13 November 1359 | 19 May 1389    | 19 May 1389، موسكو، روسيا    |
| ڤاسيلي الأول           |        |            | 30 ديسمبر 1371 | صوفيا أميرة ليتوانيا 9 أطفال                                                                                     | 19 مايو 1389     | 27 فبراير 1425 | 27 فبراير 1425، موسكو، روسيا |
| ڤاسيلي الثاني الكفيف   |        |            | 10 مارس 1415   | ماريا ياروسلاڤنا أميرة بوروڤسك 3 أطفال                                                                           | 27 فبراير 1425   | 27 مارس 1462   | 27 مارس 1462، موسكو، روسيا   |
| إيڤان الثالث الأكبر    |        |            | 22 يناير 1440  | ماريا أميرة تڤير طفل وحيد صوفيا پالايولوگينا 8 أطفال                                                             | 5 إبريل 1462     | 6 نوفمبر 1505  | 6 نوفمبر 1505، موسكو، روسيا  |
| ڤاسيلي الثالث          |        |            | 25 مارس 1479   | سولومينا سابوروڤا لم ينجب منها إيلانا گلينسكايا طفلان                                                            | 6 نوفمبر 1505    | 13 ديسمبر 1533 | 13 ديسمبر 1533، موسكو، روسيا |
| إيڤان الرابع الرهيب    |        |            | 25 أغسطس 1530  | لم يتزوج حاملًا لقب أمير موسكو المعظّم                                                                             | 13 ديسمبر 1533   | 26 يناير 1584  |                              |

## قياصرةروسيا
Dates are listed in the التقويمان الجديد والقديم, which continued to be used in Russia.

### أسرة روريك
| Monarch                   | Coat of arms | Portrait | Birth                               | Marriage | Tsar from       | Tsar until      | Death                         |
| ------------------------- | ------------ | -------- | ----------------------------------- | --- | --------------- | --------------- | ----------------------------- |
| إيفان الرابع the Terrible |              |          | 25 August 1530, Kolomenskoye، روسيا | Anastasia Romanovna Zakharyina-Yurieva ‏ 6 children ماريا تمرايوكوفنا one son (died young) Marfa Vasilevna Sobakina ‏ Anna Alexeievna Koltovskaya ‏ Anna Vasilchikova Vasilisa Melentyeva Maria Dolgorukaya Maria Feodorovna Nagaya ‏ | 26 January 1547 | 28 March 1584   | 28 March 1584, موسكو، روسيا   |
| Feodor I                  |              |          | 31 May 1557, موسكو، روسيا           | Irina Feodorovna Godunova ‏ فيودور الأول | 28 March 1584   | 17 January 1598 | 17 January 1598, موسكو، روسيا |

### أسرة گودونوڤ
| Monarch       | Coat of arms | Portrait | Birth                 | Marriage                                        | Tsar from        | Tsar until    | Death                       |
| ------------- | ------------ | -------- | --------------------- | ----------------------------------------------- | ---------------- | ------------- | --------------------------- |
| Boris I       |              |          | c.1551, فيازما، روسيا | Maria Grigorievna Skuratova-Belskaya 2 children | 21 February 1598 | 13 April 1605 | 13 April 1605, موسكو، روسيا |
| فيودور الثاني |              |          | 1589, موسكو، روسيا    | unmarried, no children                          | 13 April 1605    | 1 June 1605   | 1 June 1605, موسكو، روسيا   |

### روريكيون مزعومون
| Monarch                                             | Coat of arms | Portrait | Birth   | Marriage                             | Tsar from     | Tsar until       | Death                           |
| --------------------------------------------------- | ------------ | -------- | ------- | ------------------------------------ | ------------- | ---------------- | ------------------------------- |
| ديميتري الدجال الأول (Grigory Bogdanovich Otrepyev) |              |          | c. 1581 | Marina Mniszech no children          | 1 June 1605   | 17 May 1606      | 17 May 1606, موسكو، روسيا       |
| ديميتري الدجال الثاني                               |              |          | c. 1582 | Marina Mniszech one son (posthumous) | 10 July 1607  | 11 December 1610 | 11 December 1610, كالوغا، روسيا |
| ديميتري الدجال الثالث                               |              |          | unknown | unknown                              | 28 March 1611 | 18 May 1612      | July 1612                       |

### أسرة شويسكي
| Monarch    | Coat of arms | Portrait | Birth                                    | Marriage                            | Tsar from   | Tsar until   | Death                               |
| ---------- | ------------ | -------- | ---------------------------------------- | ----------------------------------- | ----------- | ------------ | ----------------------------------- |
| Vasiliy IV |              |          | 22 September 1552, نيجني نوفغورود، روسيا | unmarried, no children (officially) | 19 May 1606 | 27 July 1610 | 12 September 1612, Gostynin، بولندا |

### أسرة ڤاسا
| Monarch    | Coat of arms | Portrait | Birth                       | Marriage                                                             | Tsar from        | Tsar until                                                 | Death                          |
| ---------- | ------------ | -------- | --------------------------- | -------------------------------------------------------------------- | ---------------- | ---------------------------------------------------------- | ------------------------------ |
| Vladislaus |              |          | 9 June 1595, Łobzów، بولندا | سيسيليا ريناتا النمساوية no children ماريا لويزا غونزاغا no children | 6 September 1610 | November 1612 (deposed) 14 June 1634 (resigned his claim ‏) | 20 May 1648, Merkinė، ليتوانيا |

### أسرة رومانوڤ
| الأسم                                                   | شعار | الصورة         | الميلاد                            | الزواج | بداية الحكم   | نهاية الحكم   | الوفاة                                            |
| ------------------------------------------------------- | ---- | -------------- | ---------------------------------- | --- | ------------- | ------------- | ------------------------------------------------- |
| مايكل الأول                                             |      |                | 12 يوليو 1596 موسكو، روسيا         | Maria Vladimirovna Dolgorukova ‏ 1624 طفل واحد ميت Eudoxia Lukyanovna Streshneva ‏ 5 فبراير 1626 عشرة أبناء        | 26 يوليو 1613 | 14 يوليو 1645 | 12 يوليو 1645, موسكو، روسيا                       |
| أليكس الأول the Quietest                                |      |                | 9 مايو 1629 موسكو، روسيا           | Maria Ilyinichna Miloslavskaya ‏ 17 يناير 1648 13 أبن ناتاليا كيريلوف نيرشكينا 1 فبراير 1671 3 أبناء              | 14 يوليو 1645 | 29 يناير 1676 | 29 يناير 1676, موسكو، روسيا                       |
| فيودر الثالث                                            |      |                | 9 يونيو 1661 موسكو، روسيا          | Agaphia Simeonovna Grushevskaya 28 يوليو 1680 أبن واحد Marfa Matveievna Apraksina 24 فبراير 1682 ليس لديهم أبناء | 29 يناير 1676 | 7 مايو 1682   | 7 مايو 1682, موسكو، روسيا                         |
| صوفيا (وصية العرش)                                      |      |                | 17 سبتمبر 1657 موسكو، روسيا        | غير متزوجة | 17 مايو 1682  | 27 أغسطس 1689 | 3 يوليو 1704, موسكو، روسيا                        |
| إيفان الخامس حكم باشتراك مع بيتر                        |      |                | 6 سبتمبر 1666 موسكو، روسيا         | Praskovia Feodorovna Saltykova ‏ 1684 5 بنات                                                                      | 2 يونيو 1682  | 8 فبراير 1696 | 8 فبراير 1696, موسكو، روسيا                       |
| بطرس الأول الأكبر حكم باشتراك مع إيفان الخامس 1682–1696 |      | Peter de Grote | 9 يونيو 1672 موسكو، روسيا القيصرية | Eudoxia Feodorovna Lopukhina ‏ 1689 3 أبناء كاثرين الأولى 1707 9 أبناء                                            | 2 يونيو 1682  | 2 نوفمبر 1721 | 8 فبراير 1725, سانت بطرسبرغ، الإمبراطورية الروسية |

## أباطرةروسيا
(Also Grand Princes of Finland ‏ from 1809 until 1917; and Kings of Poland from 1815 until 1916)
| الأسم                          | شعار | الصورة         | الميلاد                                                 | الزواج | فترة الحكم     | نهاية الحكم    | الوفاة                                                   |
| ------------------------------ | ---- | -------------- | ------------------------------------------------------- | --- | -------------- | -------------- | -------------------------------------------------------- |
| بيتر الأول الأكبر              |      | Peter de Grote | 9 يونيو 1672 موسكو، روسيا القيصرية                      | Eudoxia Feodorovna Lopukhina ‏ 1689 3 أبناء مارتا هيلينا سكورونسكا 1707 9 أبناء                                           | 2 نوفمبر 1721  | 8 فبراير 1725  | 8 فبراير 1725, سانت بطرسبرغ، الإمبراطورية الروسية        |
| كاثرين الأولى                  |      |                | 15 April 1684 Ringen (Rõngu) ‏، ليفونيا السويدية، السويد | بطرس الأكبر 1707 9 أبناء                                                                                                 | 8 فبراير 1725  | 17 مايو 1727   | 17 مايو 1727, سانت بطرسبرغ، الإمبراطورية الروسية         |
| بيتر الثاني                    |      |                | 23 أكتوبر 1715 سانت بطرسبرغ، روسيا القيصرية             | غير متزوج | 18 مايو 1727   | 30 يناير 1730  | 30 يناير 1730, سانت بطرسبرغ، الإمبراطورية الروسية        |
| آنا                            |      |                | 7 فبراير 1693 موسكو، روسيا القيصرية                     | فريدريك فيلهلم، دوق كورلاند نوفمبر 1710 ليس لديهم أبناء                                                                  | 13 فبراير 1730 | 28 أكتوبر 1740 | 28 أكتوبر 1740, سانت بطرسبرغ، الإمبراطورية الروسية       |
| إيفان السادس (لقب متنازع عليه) |      |                | 23 أغسطس 1740 سانت بطرسبرغ، الإمبراطورية الروسية        | غير متزوج | 28 أكتوبر 1740 | 6 ديسمبر 1741  | 16 يوليو 1764 (قُتل) شليسلبورغ، الإمبراطورية الروسية      |
| إليزابيث                       |      |                | 29 ديسمبر 1709 Kolomenskoye، روسيا القيصرية             | ألكسي رازوموفسكي ‏ 1742 ليس لديهم أبناء                                                                                   | 6 ديسمبر 1741  | 5 يناير 1762   | 5 يناير 1762, سانت بطرسبرغ، الإمبراطورية الروسية         |
| بيتر الثالث                    |      |                | 21 فبراير 1728 كيل، شليسفيغ هولشتاين                    | الأميرة صوفي فريديكا أوغستا من أنهالت-زاربست 16 أغسطس 1745 أبن واحد                                                      | 9 يوليو 1762   | 17 يوليو 1762  | 17 يوليو 1762 (قُتل)، Ropsha، الإمبراطورية الروسية        |
| كاثرين الثانية العظيمة         |      |                | 2 مايو 1729 شتتين، مملكة بروسيا                         | بيتر الثالث من روسيا 16 أغسطس 1745 أبن واحد                                                                              | 9 يوليو 1762   | 6 نوفمبر 1796  | 6 نوفمبر 1796, سانت بطرسبرغ، الإمبراطورية الروسية        |
| بافل الأول                     |      |                | 1 أكتوبر 1754 سانت بطرسبرغ، الإمبراطورية الروسية        | ناتاليا أليكسييفنا 29 سبتمبر 1773 one stillborn daughter Princess Sophie Dorothea of Württemberg 26 سبتمبر 1776 10 أبناء | 17 نوفمبر 1796 | 11 مارس 1801   | 11 مارس 1801 (اغتيل)، سانت بطرسبرغ، الإمبراطورية الروسية |
| ألكسندر الأول المبارك          |      |                | 23 ديسمبر 1777 سانت بطرسبرغ، الإمبراطورية الروسية       | إليزابيث أليكسيفنا 28 سبتمبر 1793 2 daughters                                                                            | 24 مارس 1801   | 1 ديسمبر 1825  | 1 ديسمبر 1825, تاغانروغ، الإمبراطورية الروسية            |
| قسطنطين بافلوفيتش (disputed)   |      |                | 27 أبريل 1779 Tsarskoye Selo، الإمبراطورية الروسية      | جولين من ساكس-كوبرغ-سالفيلد 26 فبراير no children                                                                        | 1 ديسمبر 1825  | 26 ديسمبر 1825 | 27 يونيو 1831 فيتيبسك، الإمبراطورية الروسية              |
| نيكولاي الأول                  |      |                | 6 July 1796 غاتتشينا، الإمبراطورية الروسية              | ألكسندرا فيودوروفنا 13 يوليو 1817 7 أبناء                                                                                | 26 ديسمبر 1825 | 2 مارس 1855    | 2 مارس 1855, سانت بطرسبرغ، الإمبراطورية الروسية          |
| ألكسندر الثاني المحرر          |      |                | 29 أبريل 1818 موسكو، الإمبراطورية الروسية               | ماريا ألكسندروفنا 16 أبريل 1841 8 أبناء                                                                                  | 2 مارس 1855    | 13 مارس 1881   | 13 مارس 1881 (اغتيل)، سانت بطرسبرغ، الإمبراطورية الروسية |
| ألكسندر الثالث صانع السلام     |      |                | 10 مارس 1845 سانت بطرسبرغ، الإمبراطورية الروسية         | الأميرة داغمار من الدانمارك 9 نوفمبر 1866 6 أبناء                                                                        | 13 مارس 1881   | 1 نوفمبر 1894  | 1 نوفمبر 1894 Livadiya، الإمبراطورية الروسية             |
| قديس نيقولا الثاني             |      |                | 6 مايو 1868 تسارسكوي سيلو, الإمبراطورية الروسية         | الأمير أليكس من هسن الرايني 26 نوفمبر 1894 5 أبناء                                                                       | 1 نوفمبر 1894  | 15 مارس 1917   | 17 يوليو 1918 (أُعدم) ييكاتيرينبرغ، روسيا السوفيتية       |
| مايكل الثاني (disputed)        |      |                | 22 نوفمبر 1878 Tsarskoye Selo، الإمبراطورية الروسية     | Natalia Brassova 15 أكتوبر 1911 one son (born before his parents' marriage)                                              | 15 مارس 1917   | 16 مارس 1917   | 12 يونيو 1918 (قُتل) بيرم (روسيا), Russian SFSR           |

See List of leaders of Russia for the continuation of leadership.

## مُدعي حق اعتلاء العرش الروسي منذ 1917 وحتى الآن
- نيكولا الثاني (1917–1918)
- منصب خاوٍ (1918–1924)
- Cyril Vladimirovich, Grand Duke of Russia (1924–1938) of the Alexandrovichi Branch
- فلاديمير رومانو (1938–1992)
- Maria Vladimirovna, Grand Duchess of Russia (1992–Present) of the Vladimirovichi branch
  - جورج رومانو، وريث واضح and son of Maria Vladimirovna, of the Vladimirovichi branch.
- نيكولا رومانو (مؤرخ) (1992–Present) of the Nikolaevichi branch
  - Prince Dimitri Romanovich of Russia، وريث واضح and brother of Nicholas Romanov

See Line of succession to the Russian throne

## وصلات خارجية
- (بالإنجليزية) Godunov to Nicholas II بواسطة Saul Zaklad
- [[منتخب  لاتحاد الرغبي|]] Principality of Vladimir-Suzdal
- (بالإنجليزية) التسلسل الزمني لأباطرة روسيا
- (بالإنجليزية) تاريخ الألقاب الإمبراطورية الروسية